# 주세페 토나니
주세페 토나니(이탈리아어: Giuseppe Tonani, 1890년 10월 2일 ~ 1971년 10월 1일)는 이탈리아의 역도 선수로 1920년과 1924년 하계 올림픽에 출전하였다.

## 인물 정보
밀라노에서 태어난 토나니는 1920년 전쟁 경연 대회의 올림픽 줄다리기에서 5위를 했다.
4년 후, 그는 역도 선수로서 올림픽에 출전하여 헤비급 부문에서 금메달을 획득하였다.

## 참조
- (영어) 주세페 토나니 - Sports-Reference.com 올림픽 (아카이브)
- “기우세페 토나니”. databaseolympics.com. 2010년 5월 10일에 확인함.[깨진 링크(과거 내용 찾기)]